# Novociornomorea, Hola Prîstan
Novociornomorea (în ucraineană Новочорномор'я) este un sat în comuna Behterî din raionul Hola Prîstan, regiunea Herson, Ucraina.

## Demografie
Componența lingvistică a localității Novociornomorea
     Ucraineană (98,41%)
     Rusă (1,59%)
Conform recensământului din 2001, majoritatea populației localității Novociornomorea era vorbitoare de ucraineană (98,41%), existând în minoritate și vorbitori de rusă (1,59%).